# Hammars landskommun
Hammars landskommun var en tidigare kommun i Örebro län. 

## Administrativ historik
Kommunen inrättades i Hammars socken i Sundbo härad när 1862 års kommunalförordningar trädde i kraft den 1 januari 1863. 
Vid kommunreformen 1952 lämnades landskommunen oförändrad. 
Den 1 januari 1954 överfördes till kommunen från Lerbäcks landskommun och Lerbäcks församling ett område med 292 invånare och en areal av 2,32 km², varav 2,26 land. Samtidigt överfördes till kommunen från Östergötlands län, Godegårds landskommun och Godegårds församling ett område med 82 invånare och en areal av 3,25 km², varav 3,20 km² land.
Landskommunen uppgick 1971 i Askersunds kommun.
Kommunkoden 1952–1970 var 1810.

### Kyrklig tillhörighet
I kyrkligt hänseende tillhörde kommunen Hammars församling.

## Geografi
Hammars landskommun omfattade den 1 januari 1952 en areal av 194,33 km², varav 187,60 km² land. Efter nymätningar och arealberäkningar färdiga den 1 januari 1960 omfattade landskommunen den 1 november 1960 en areal av 200,01 km², varav 193,31 km² land.

### Tätorter i kommunen 1960
| Tätort     | Folkmängd |
| ---------- | --------- |
| Zinkgruvan | 726       |
| Åmmeberg   | 678       |
| Olshammar  | 599       |
| Hammar     | 392       |

Tätortsgraden i kommunen var den 1 november 1960 58,5 procent.

## Politik

### Mandatfördelning i valen 1938-1966
| 19 | 4 |  |  |

| 23 |

| 19 | 3 | 2 |  |

| 23 |

|  | 16 | 2 | 3 | 2 |  |

| 23 |

| 16 | 2 | 3 | 3 |  |

| 24 |

| 16 |  | 3 | 3 | 2 |

| 23 |

| 15 | 5 | 3 | 2 |

| 22 |

| 16 | 5 | 3 |  |

| 21 | 4 |

| 14 | 5 | 3 |  | 2 |

| 22 |